# Procession sur la place Saint-Marc
La Procession sur la place Saint-Marc (en italien : Processione in piazza San Marco) est une huile sur toile de l'artiste italien de la Renaissance Gentile Bellini, datant de 1496. Elle est conservée aux Galeries de l'Académie de Venise.

## Histoire
Ce telero est commandé pour la grande salle de la Scuola Grande di San Giovanni Evangelista, siège de la confrérie éponyme à Venise. La commande comprend un total de neuf grandes toiles, d'artistes éminents de l'époque tels que Bellini, Le Pérugin, Vittore Carpaccio, Giovanni Mansueti, Lazzaro Bastiani et Benedetto Rusconi.

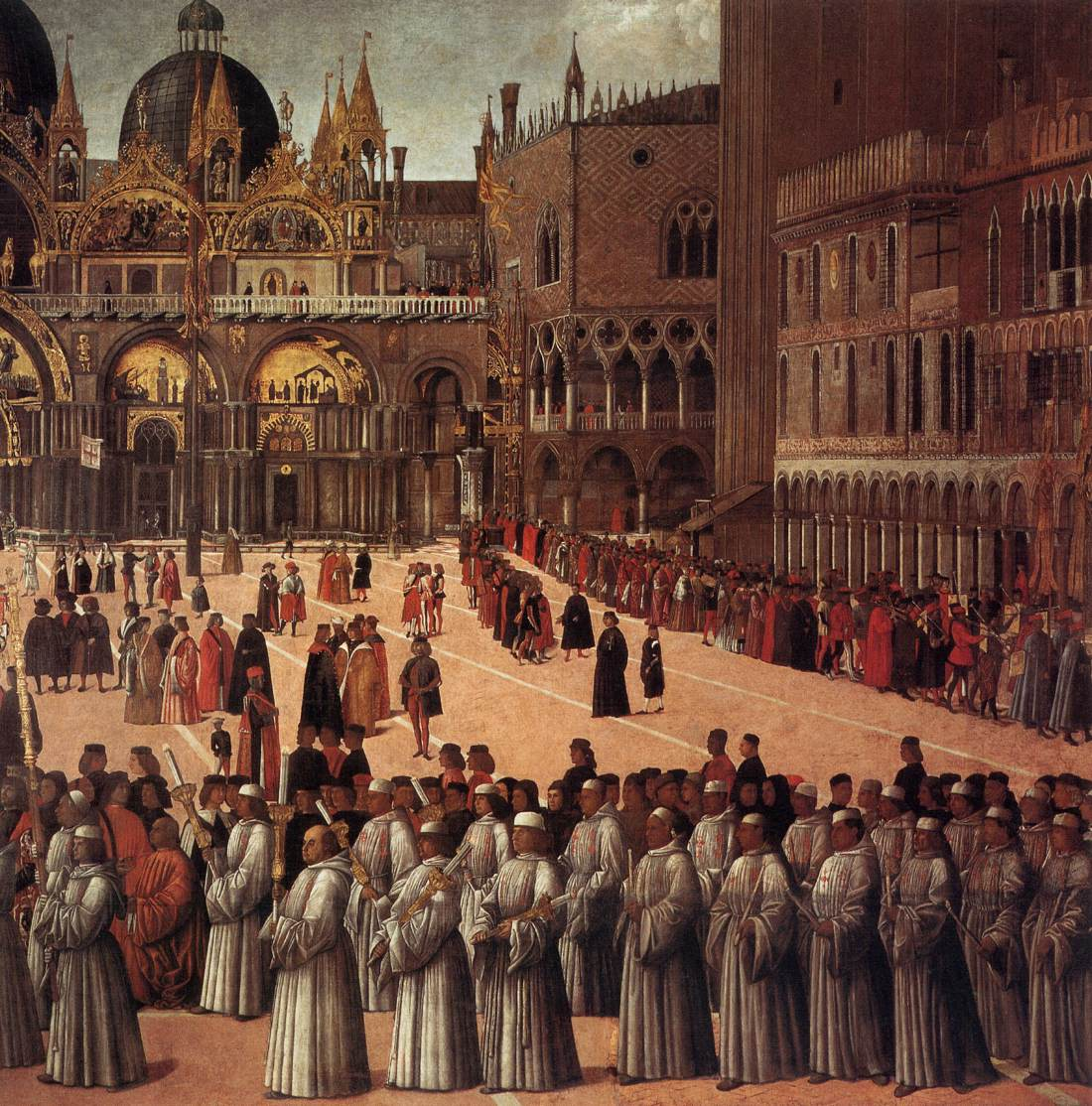
Détail.

Le sujet des peintures doit être les miracles d'un fragment de la Vraie Croix. Cette relique a été donnée à la confrérie par Philippe de Mézières, chancelier du Royaume de Chypre et de Jérusalem en 1369, et devient bientôt l'objet de vénération dans la ville.
Les toiles sont toutes réalisées entre 1496 et 1501.

## Description
La toile montre un événement qui a eu lieu environ 50 ans plus tôt, le 25 avril 1444 : pendant que les membres de la Scuola promènent le fragment de la Croix à travers la Place Saint-Marc, Jacopo de' Salis, un commerçant de Brescia, s'agenouille devant la relique, priant pour que son fils mourant retrouve la santé. Quand il rentre chez lui le lendemain, il découvre que le garçon est complètement guéri.
Au premier plan, Gentile Bellini représente la confrérie dans ses robes blanches, dont quatre membres portent un dais sous lequel est suspendu le grand reliquaire doré suspendu entre eux. Bien que le sujet du tableau soit ostensiblement le miracle lui-même, le marchand de Brescia est à peine visible dans la foule : il s'agenouille dans de somptueuses vêtements rouges, immédiatement à droite des deux derniers porteurs de baldaquin. En fait, le sujet de la toile serait plus précisément la procession, avec un accent particulier sur l'espace de la place Saint-Marc et sur la basilique Saint-Marc elle-même, avec ses dômes byzantins et ses mosaïques scintillantes.
Au second plan, on peut observer à gauche, une ligne de femmes qui étendent des tapis orientaux, puis des marchands grecs reconnaissables à leurs chapeaux noirs à large bord, et trois marchands turcs reconnaissables à leurs turbans. Bellini témoigne ainsi des relations économiques entre la république de Venise et l'empire ottoman. Lors de son séjour à Istanbul de 1479 à 1481, à la demande du sultan Mehmet II, le peintre réalise vraisemblablement un certain nombre d'études de costumes arabes et d'objets somptuaires qui lui servent de modèles pour ce tableau.

## Voir également